# Monzón de Campos
Monzón de Campos település Spanyolországban, Palencia tartományban. Monzón de Campos Villamediana, Valdeolmillos, Fuentes de Valdepero, Husillos, Becerril de Campos, Ribas de Campos és Amusco községekkel határos. Lakosainak száma 583 fő (2024).

## Népesség
A település népessége az elmúlt években az alábbi módon változott:
| Lakosok száma | 739  | 696  | 667  | 665  | 652  | 630  | 616  | 592  | 594  | 583  |
|               | 2001 | 2004 | 2007 | 2009 | 2012 | 2014 | 2017 | 2019 | 2022 | 2024 |